# Келвін Фаулер
Келвін Фаулер (англ. Calvin Fowler, 11 лютого 1940 — 5 березня 2013) — американський баскетболіст.
Олімпійський чемпіон 1968 року.
Переможець Панамериканських ігор 1967 року.